# Conseil national des associations familiales laïques
Le Conseil national des associations familiales laïques est une fédération d’associations familiales laïques. Il a reçu l'agrément association de consommateurs.
Cette fédération fait partie des sept principaux mouvements familiaux « généralistes », membres de l’Union nationale des associations familiales (UNAF).

## Histoire
André Fortané (21 mars 1915 - 1er septembre 2009) en fut son principal fondateur en 1967. Évincé de sa présidence au congrès d'Hourtin en 1988, il crée alors l'Union des familles laïques (UFAL) en 1988.
En 1977 la CNAFAL devient membre de l'UNAFS.

## Raison d’être
Le CNAFAL a pour but l’étude et la défense des droits et des intérêts moraux et matériels des familles et de chacun de leur constituants, quelles que soient les formes et les réalités sociales de ces groupes d’humains. La laïcité et la solidarité constituent le terrain sur lequel il s’enracine.

### Activité de lobbying auprès de l'Assemblée nationale
Le CNAFAL est inscrit comme représentant d'intérêts auprès de l'Assemblée nationale. Il déclare à ce titre, sans mentionner de date de référence, un budget global de 330 000 euros, dont 290 000 euros de financement public, et indique que les coûts annuels liés aux activités directes de représentation d'intérêts auprès du Parlement s'élèvent à 14 800 euros.